# Diplothyra smithii
Diplothyra smithii är en musselart som beskrevs av Tryon 1862. Diplothyra smithii ingår i släktet Diplothyra och familjen borrmusslor. Inga underarter finns listade i Catalogue of Life.